# جوشوا ر. ساندز
جوشوا ر. ساندز (بالإنجليزية: Joshua R. Sands)‏ هو ضابط أمريكي، ولد في 13 مايو 1795 في بروكلين في الولايات المتحدة، وتوفي في 2 أكتوبر 1883 في بالتيمور في الولايات المتحدة.